# 百脉泉公园
百脉泉公园在山东省济南市章丘明水镇，由章丘市委市政府建於1986年，1989年9月建成。它是以七十二名泉之一的百脉泉所在地建设的公园，除去百脈泉外，景区內還有墨泉、龙泉寺、李清照纪念馆等。佔地面積達20萬平方米，其中半數都是水域。
2017年，章丘区政府希望升级百脉泉公园，同时建造一个集章丘传统文化于一体的大型古城，即明水古城。2023年10月1日，明水古城开始试营业，百脉泉公园成为了古城的一部分。

## 外部連結
- 官方网站